# Альзакола бура
Альзако́ла бура (Cercotrichas coryphaeus) — вид горобцеподібних птахів родини мухоловкових (Muscicapidae). Мешкає в Південній Африці.

## Опис
Довжина птаха становить 17 см, вага 19 г. Верхня частина тіла сірувато-коричнева, груди і боки сірі, живіт коричнюватий. Над очима білі "брови", навколо очей білі кільця, які перетичнають тонкі чорні смуги, що проходять через очі. Хвіст темний, крила коричневі, нижня частна крил світліша. Очі карі, дзьоб чорний, лапи чорні.

## Підвиди
Виділяють три підвиди:
- C. c. abboti (Friedmann, 1932) — південна Намібія і Північнокапська провінція (ПАР);
- C. c. coryphoeus (Vieillot, 1817) — центр і південь ПАР, захід Лесото;
- C. c. cinerea (Macdonald, 1952) — західне узбережжя ПАР.

## Поширення і екологія
Бурі альзаколи мешкають в Намібії, Південно-Африканській Республіці та в Лесото. Вони живуть в сухих чагарникових заростях кару. Живляться комахами, яких шукають на землі, зокрема мурахами, термітами, жуками, міллю, кониками і личинками. Є моногамними, утворюють тривалі пари. Гніздо чашоподібне, зроблене з гілочок, встелене сухою травою, фрагментами листя і мохом. В кладці від 2до 4 бірюзових яєць, поцяткованих коричневими плямками.